# Happy Rockefeller
Margaretta Large "Happy" Rockefeller (nacida Fitler después Murphy; Pensilvania; 9 de junio de 1926-Nueva York; 19 de mayo de 2015) fue una filántropa estadounidense, quien además fue la esposa del vicepresidente Nelson Rockefeller y segunda dama de los Estados Unidos, de 1974 a 1977. Anteriormente fue primera dama de Nueva York entre 1963 y 1973, durante los tres últimos mandatos de su marido.
En 1991, fue nombrada delegada pública ante las Naciones Unidas por el entonces presidente George H. W. Bush .   También fue presidenta de la junta directiva del Centro de Artes Escénicas de Saratoga al norte de Albany, Nueva York,  entre otros proyectos filantrópicos.

## Familia y educación
Margaretta Large Fitler nació en  Pensilvania, el 9 de junio de 1926. Sus padres fueron Margaretta Large Harrison y William Wonderly Fitler Jr., Su madre se volvería a casar posteriormente. La joven Margaretta era conocida por su apodo, "Happy", que le habían dado por su carácter de niña.  Era bisnieta del alcalde de Filadelfia, Edwin Henry Fitler, y tataranieta del general de la Unión George Gordon Meade, comandante en la Batalla de Gettysburg, y su esposa Margaretta Sergeant, hija del político John Sergeant.
Se graduó en la Escuela Shipley en Bryn Mawr, Pensilvania en 1944.

## Matrimonios y carrera

### Primer matrimonio y voluntariado
En la última parte de la Segunda Guerra Mundial, fue conductora del Servicio Voluntario de Mujeres.
En 1948 se casó con James Slater Murphy, un virólogo asociado con el Instituto Rockefeller y amigo cercano de Nelson Rockefeller. Tuvieron cuatro hijos: James B. Murphy, II, Margaretta Harrison Murphy, Carol Slater Murphy y Malinda Fitler Murphy (1960–2005). Malinda se casó con Francis Menotti, el hijo adoptivo del compositor Gian Carlo Menotti.
En 1958, Happy se apuntó para trabajar como voluntaria en la campaña de Nelson Rockefeller para gobernador. Al año siguiente se convirtió en secretaria privada del recién elegido gobernador, y luego renunció a su puesto en 1961. Happy y su marido se divorciaron el 1 de abril de 1963 por motivos que el New York Times calificó de "angustia mental grave" y que el abogado de su exmarido calificó como "diferencias irreconciliables".

### Segundo matrimonio y campaña presidencial de 1964
Se casó con el gobernador de Nueva York Nelson Rockefeller  el 4 de mayo de 1963, en la casa de Laurance S. Rockefeller en Pocantico Hills, Nueva York. Rockefeller era 18 años mayor que ella y se había divorciado de su primera esposa, Mary Todhunter Clark, en marzo de 1962. Happy y Nelson Rockefeller tuvieron dos hijos juntos: Nelson Rockefeller Jr. (nacido en 1964) y Mark Rockefeller (nacido en 1967).
Se ha especulado sobre Malinda Fitler Menotti, la hija menor de Happy Rockefeller y James Slater Murphy, y muchos en el círculo íntimo de los Rockefeller creen que es la hija de Nelson Rockefeller. En su diario, Ken Riland, un amigo íntimo de los Rockefeller, utilizó un tono de ironía cómplice al mencionar a Malinda, poniendo la palabra padrastro entre comillas. Ellen, la esposa de Wallace Harrison, el arquitecto y amigo íntimo de Nelson Rockefeller, afirmó que la paternidad de Malinda era un secreto a voces entre los asociados de Rockefeller.
Nelson Rockefeller hizo campaña por primera vez para presidente en 1960, durante ese tiempo permaneció como gobernador de Nueva York, y Mary Rockefeller permaneció como primera dama de Nueva York. Según The Independent, Happy estaba embarazada durante la campaña de 1964 y fue "una excelente esposa de candidato durante la campaña". Sin embargo, los expertos políticos "culparon al matrimonio por el fracaso de Nelson Rockefeller en asegurar la nominación presidencial republicana de 1964", ya que en ese momento, ningún candidato divorciado había conseguido la presidencia de los EE. UU. Como escribió la periodista británica Lady Jeanne Campbell en el Evening Standard de Londres, cuando la relación Murphy-Rockefeller se convirtió en tema de escrutinio mediático tras el anuncio de la solicitud de divorcio de Rockefeller de su primera esposa y la dimisión de Happy Murphy de su personal, "ya la gente está comparando a Happy Murphy con la duquesa de Windsor cuando era simplemente la Señora Simpson". Más perjudicial aún fue la repercusión política para Rockefeller. Haciéndose eco de las preocupaciones de todo el partido, un funcionario del Partido Republicano de Míchigan dijo al The New York Times que el posible matrimonio de la pareja probablemente le costaría a Rockefeller la nominación presidencial de 1964. "La rapidez de todo esto -él se divorcia, ella se divorcia- y la indicación de la ruptura de dos hogares. A nuestro país no le gustan los hogares rotos". Nelson comenzó a caer en las encuestas y se retiró de la carrera después de perder varias primarias, y la elección fue para Lyndon Johnson después de que Rockefeller fuera reemplazado como favorito republicano por Barry Goldwater.

### Campaña presidencial de 1968

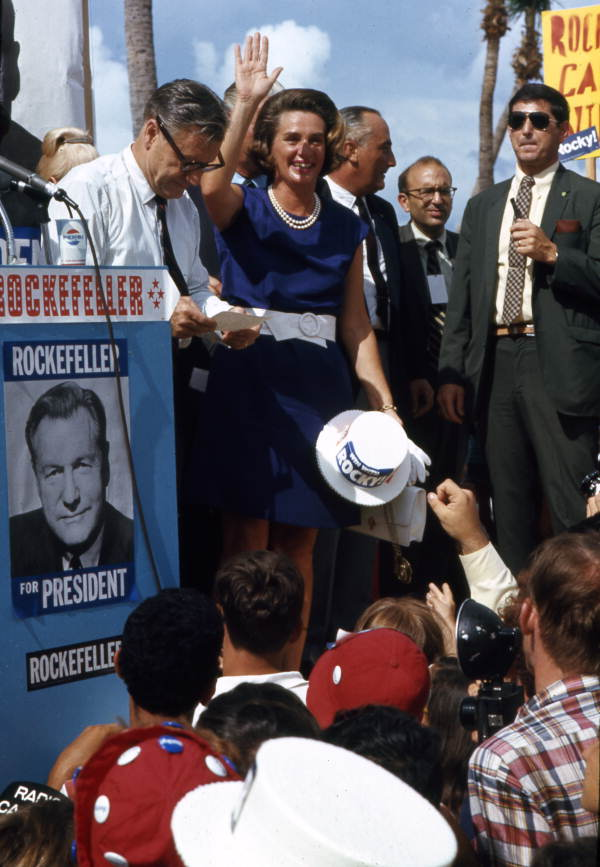
Happy y Nelson Rockefeller en campaña en Florida, agosto de 1968

En 1968, acompañó a su marido en la campaña electoral cuando se presentó de nuevo a las elecciones presidenciales de Estados Unidos.
Women's Wear Daily citó a Norman Norell, cuya ropa llevaba en la campaña electoral, diciendo que "ella tiene ese aspecto de buena familia, de la Ivy League. Siempre se verá bien, nunca arreglada, nunca tonta. No le interesa la emoción por la emoción". También llevaba diseños de Oscar de la Renta, Bill Blass, Chanel, Grès, Dior, Valentino y Donald Brooks. WWD también señaló que era "conocida por su encanto relajado" y su franqueza, hasta tal punto que su campaña de 1968 tenía una regla interna de que no se la debía citar directamente. Rockefeller perdió la campaña, y Richard Nixon llegó a la Casa Blanca.

### Primera dama de Nueva York
Su marido fue reelegido gobernador de Nueva York dos veces más después de eso. Rockefeller renunció como gobernador de Nueva York en 1973, después de cumplir tres mandatos.
Después de descubrir tumores en una autoinspección, se sometió a una cirugía el 17 de octubre de 1974, en una operación que fue descrita en una conferencia de prensa por su médico, Jerome Urban del Memorial Hospital for Cancer and Allied Diseases, y su marido. Tanto el presidente Ford como Henry Kissinger, entonces Secretario de Estado, llamaron por teléfono a las familias para desearles lo mejor después del anuncio. La operación fue informada en detalle por publicaciones como The New York Times.Según WWD, la combinación de Happy Rockefeller y Betty Ford, así como Shirley Temple, al hacer públicos sus tratamientos contra el cáncer, ayudó a generar conciencia sobre una enfermedad que había sido extremadamente estigmatizada.

### Segunda dama de los Estados Unidos
Después del escándalo de Watergate en 1974, Gerald Ford nombró a Nelson Rockefeller como su vicepresidente. Se convirtió en la Segunda Dama de los Estados Unidos cuando su esposo se convirtió en vicepresidente de Gerald Ford. Durante el mandato, la pareja se mudó a Washington D. C., donde recibieron invitados en la mansión del vicepresidente, pero vivieron en su propia casa. A lo largo de los años, la pareja también mantuvo residencias en Seal Harbor, Maine, Venezuela y Manhattan, donde tenían un apartamento en la Quinta Avenida diseñado por  Jean-Michel Frank. También vivieron en la finca familiar de 3000 acres en Pocantico Pocantico Hills, Nueva York, llamada Kykuit.
Su marido murió en enero de 1979, dos años después de haber dejado la vicepresidencia. Ella continuó entreteniendo en el 812 de la Quinta Avenida, así como en la finca de Rockefeller, la Casa Japonesa. En 1982, Happy Rockefeller organizó un evento en su apartamento de la Quinta Avenida para Henry Kissinger, celebrando la publicación del segundo volumen de sus memorias. En ese momento, Happy dijo que ella y Kissinger habían sido amigos desde aproximadamente 1962.
En 1985, prestó un tapiz del Guernica de Picasso con temática antibélica a la ONU , y después de un año de limpieza y conservación, cuelga nuevamente desde 2022 fuera de las cámaras del Consejo de Seguridad. En 1991, fue nombrada delegada pública ante las Naciones Unidas por el presidente George H. W. Bush También se convirtió en presidenta de la junta directiva del Saratoga Performing Arts Center al norte de Albany, Nueva York .  Apoyó las visitas anuales de la Orquesta de Filadelfia a China, así como el Franklin D. Roosevelt Four Freedoms Park en la ciudad de Nueva York, el Central Park Conservancy y el Historic Hudson Valley . 
Su residencia en Pocantico Hills, Kykuit, fue donada al National Trust for Historic Preservation y en 1994 se abrió al público. Posteriormente se mudó a la finca Japanese House.

## Salud y muerte
Rockefeller sobrevivió a un cáncer de mama, ya que se sometió a una doble mastectomía en 1974, dos semanas después de que Betty Ford, entonces primera dama de los Estados Unidos, se sometiera a una sola mastectomía.
Happy Rockefeller murió el 19 de mayo de 2015, a la edad de 88 años, tras una corta enfermedad. Murió en su casa en Tarrytown (Nueva York) mientras dormía. Le sobrevivieron sus seis hijos.